# OH-1
川崎 OH-1
- 用途：観測ヘリコプター
- 分類：偵察機
- 製造者：川崎重工業
- 運用者： 日本（陸上自衛隊）
- 初飛行：1996年8月6日
- 生産数：34機+試作機4機で生産終了
- 運用状況：現役
- ユニットコスト：約25億円（平成20年度）
約19億円（平成22年度）[1]

OH-1は、川崎重工業によって製造された陸上自衛隊の観測ヘリコプター（偵察機）。陸上自衛隊では愛称を「ニンジャ」としているが、機体のコールサインである「オメガ」も愛称として使われている。

## 概要

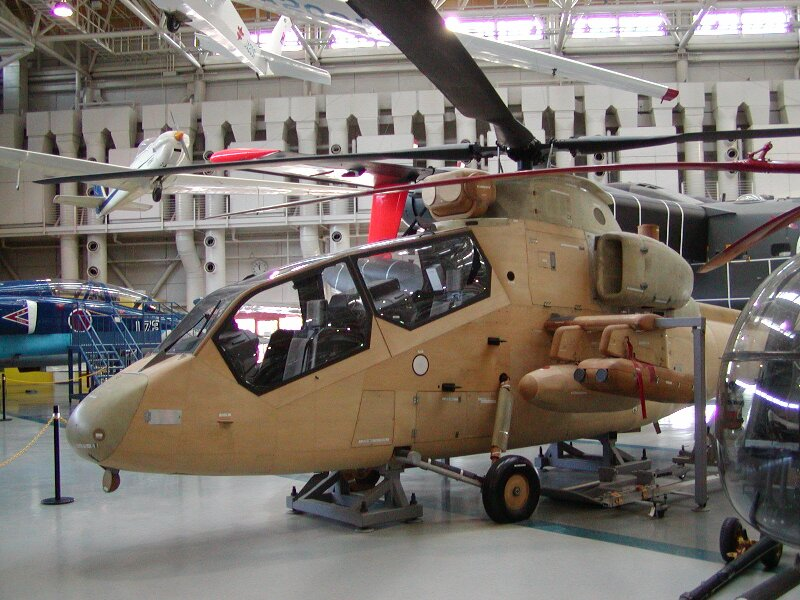
OH-1のモックアップ（岐阜かかみがはら航空宇宙博物館）

空中より情報収集を行う観測ヘリコプターは、長らくヒューズのOH-6 カイユースであったが、更なる機能向上を目指して新型機導入が急がれた。防衛庁による選定の結果、川崎重工業が主契約会社となり、富士重工業と三菱重工業が協力すると言う形で計画がはじまった。
総組み立てや主要部品を川崎、中部胴体を三菱（名航）、エンジンを三菱（名誘）、後部胴体その他を富士が担当している。
以前から川崎では実用ヘリコプターの国産化に意欲を示しており、すでに設計準備の段階を終えていた。また、三菱も先行して国産ターボシャフトエンジンTS1の開発を進めており、計画がはじまったのが1992年（平成4年）、設計開始は翌1993年（平成5年）だが、1996年（平成8年）8月6日に初飛行（数日前に三菱の純国産ヘリMH2000が初飛行）と言う異例の速さでの完成を果たした。4機の試作機XOH-1は川崎での社内飛行実験を経て、翌1997年（平成9年）から陸上自衛隊で制式採用され、OH-1となった。実用試験が行われたあと、2000年（平成12年）に量産1号機を納入した。
この間、初の国産開発機でありながら当初の計画どおりのスケジュールで開発が終了したこと、および開発を通じて無事故で終了したことは、特筆すべき成果であるとされる。
以後、年間3-4機のペースで調達していたが、平成16年『新防衛大綱』以後は1-2機となっており、平成22年度予算での4機の調達を最後に、量産機34機+試作機4機で調達を終了した。当初は250機を導入する計画であったが、偵察機としては1機当たり19-25億円と高額なことから、310機を調達したOH-6（J型117機、D型193機）を代替できなかった。
2015年に事故とエンジン等の不具合の判明により全機飛行停止措置が取られ、三重県明野駐屯地の飛行実験隊にて信頼性の向上および新装備採用のための飛行試験を実施。
不具合原因の調査および対策措置の実施が終了し、2019年3月1日より飛行再開。
2022年12月16日に政府が閣議決定した防衛力整備計画において、将来的にAH-64D、AH-1S、OH-1を廃止、任務を無人航空機に移行することが明記された。

## 特徴

### 機体構造

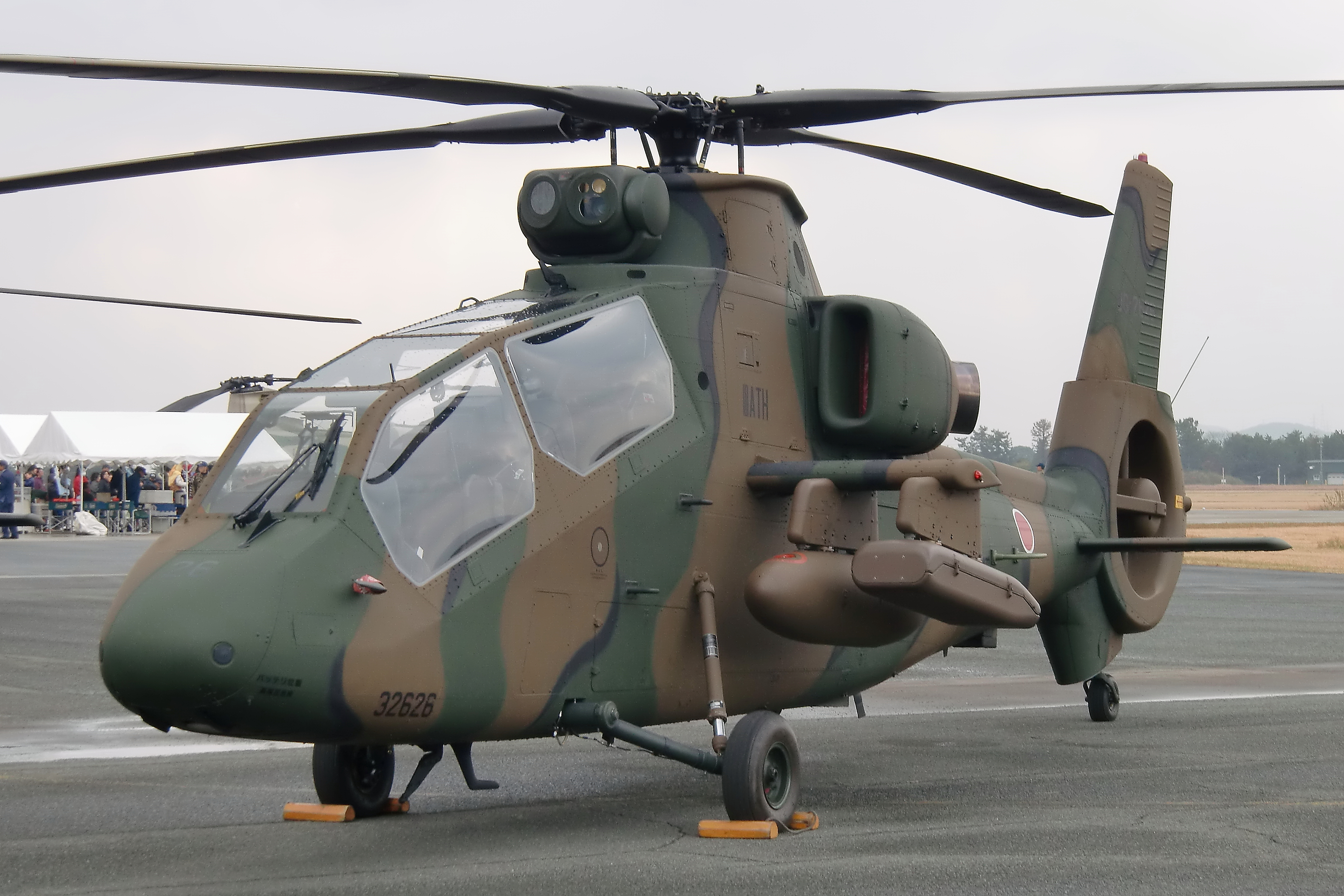

「観測ヘリコプター」は、日本領土に侵攻上陸した敵を低空から偵察し、地上攻撃部隊や戦闘ヘリコプター部隊に最新の情報を提供、戦術を支援する機体である。このため、敵に気づかれないよう極低空を高速で飛行する隠密性と速力、敵に気づかれて攻撃された場合も、情報を完全に伝えるために高い生存性を求められた。
最前線での生存率を高めるため、機体はAH-1Sにも類似した縦列複座（タンデム）式のコックピットを採用して胴体を細くした。レーダー反射面積を抑え、目視被発見を避けるとともに、前方から射撃された際の被命中率を下げるため、胴体幅は概ね1m以内に抑えている。搭乗員の生存率を上げるため、座席部分は装甲化され、防弾ガラスを採用した。また、油圧系や操縦系はすべて2重になっている。
メインローターは4枚ブレードであり、川崎が開発した無関節（ヒンジレス）のローターハブを採用し、操縦応答性の向上を図った。ローターブレードは12.7ミリクラスの銃弾にも耐えられるガラス繊維複合材料を使用している。このメインローターシステムは、その構造が評価され、開発チームは1998年にAHSインターナショナル（アメリカヘリコプター会）より、優れた垂直飛行技術に与えられるハワード・ヒューズ賞を、アメリカ以外のプロジェクトで初めて授与された。
テールローターは8枚ブレードで、低空飛行時に樹木などと接触する危険を減らすためにダクテッド方式（機内埋め込み式）を採用、ブレードは騒音を抑えるために不等間隔に配列している。この方式は仏アエロスパシアル（現エアバス・ヘリコプターズ）の特許（フェネストロン）であることがOH-X構想当初の懸案であったが、実機の製作段階で特許の期限（20年）が過ぎたため、無料で使用できることとなった。
観測中に静止するため高性能な姿勢制御装置を搭載しており、パイロットは空中で手を放していても自動でバランスを取ってホバリングしていられる。ローターハブがヒンジレスのため機動性も高く、ヘリコプターでは珍しいループ（宙返り）やロール（横転）などの曲技飛行も実現している。

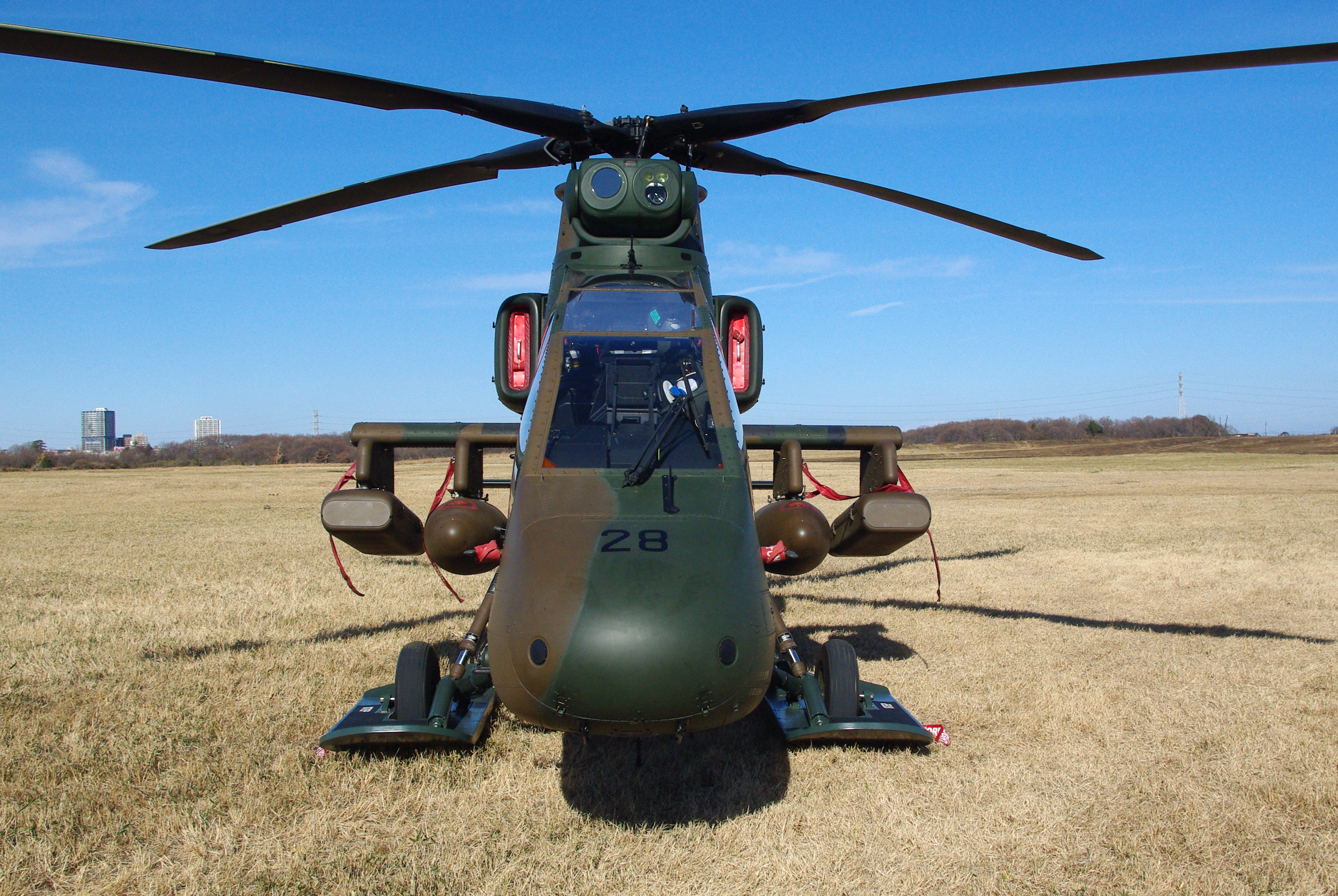
機首
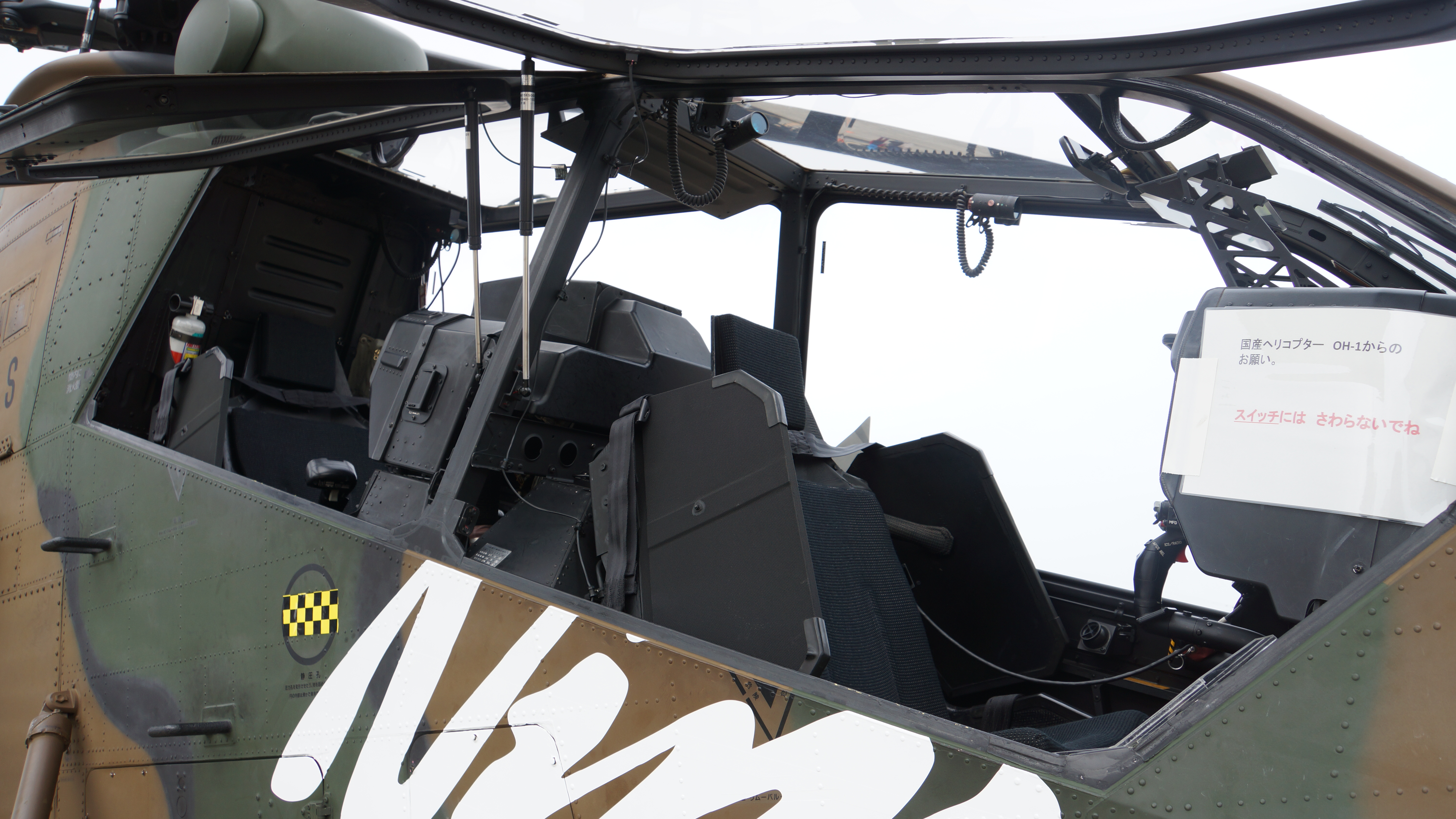
操縦席
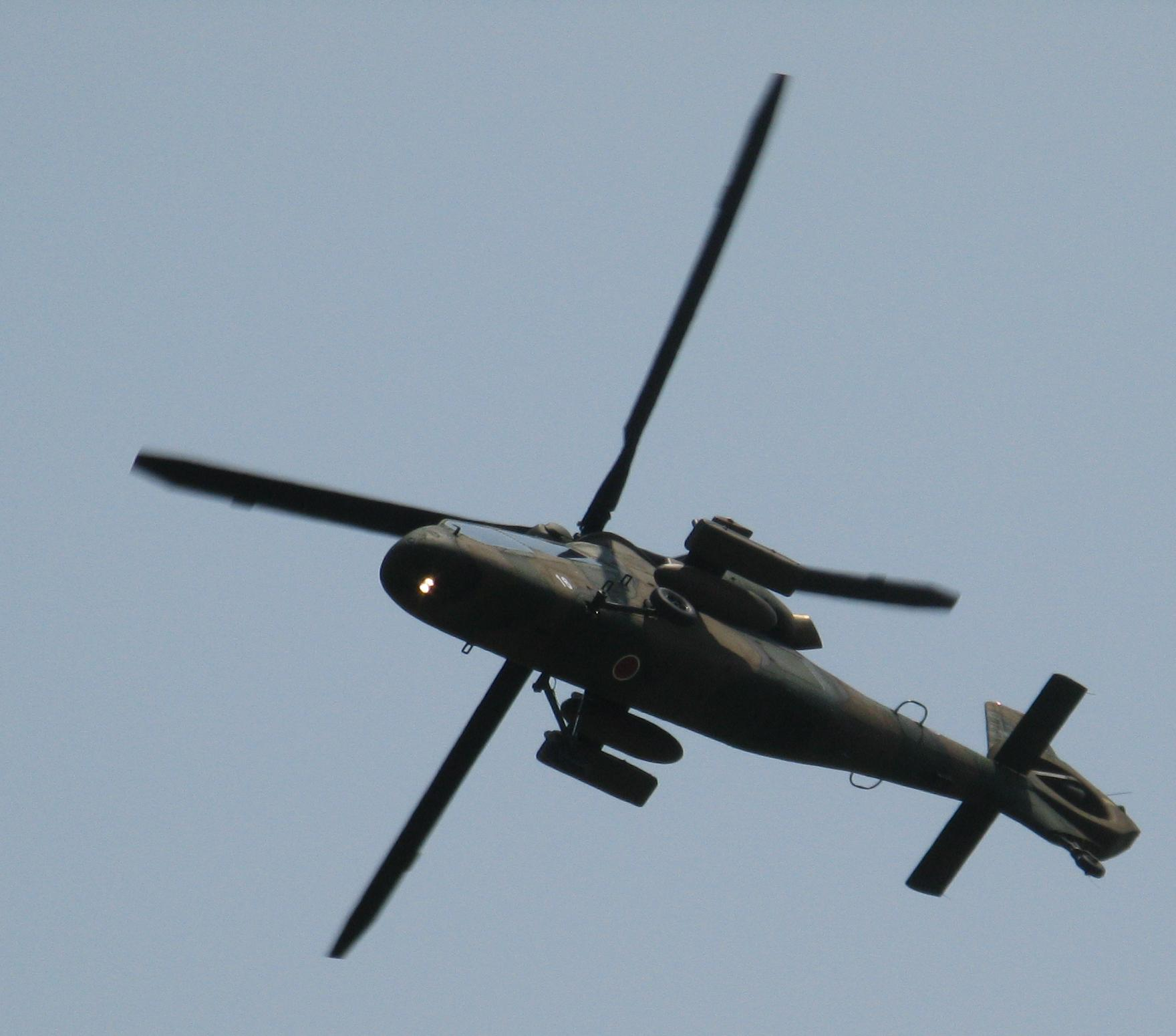
機体下部
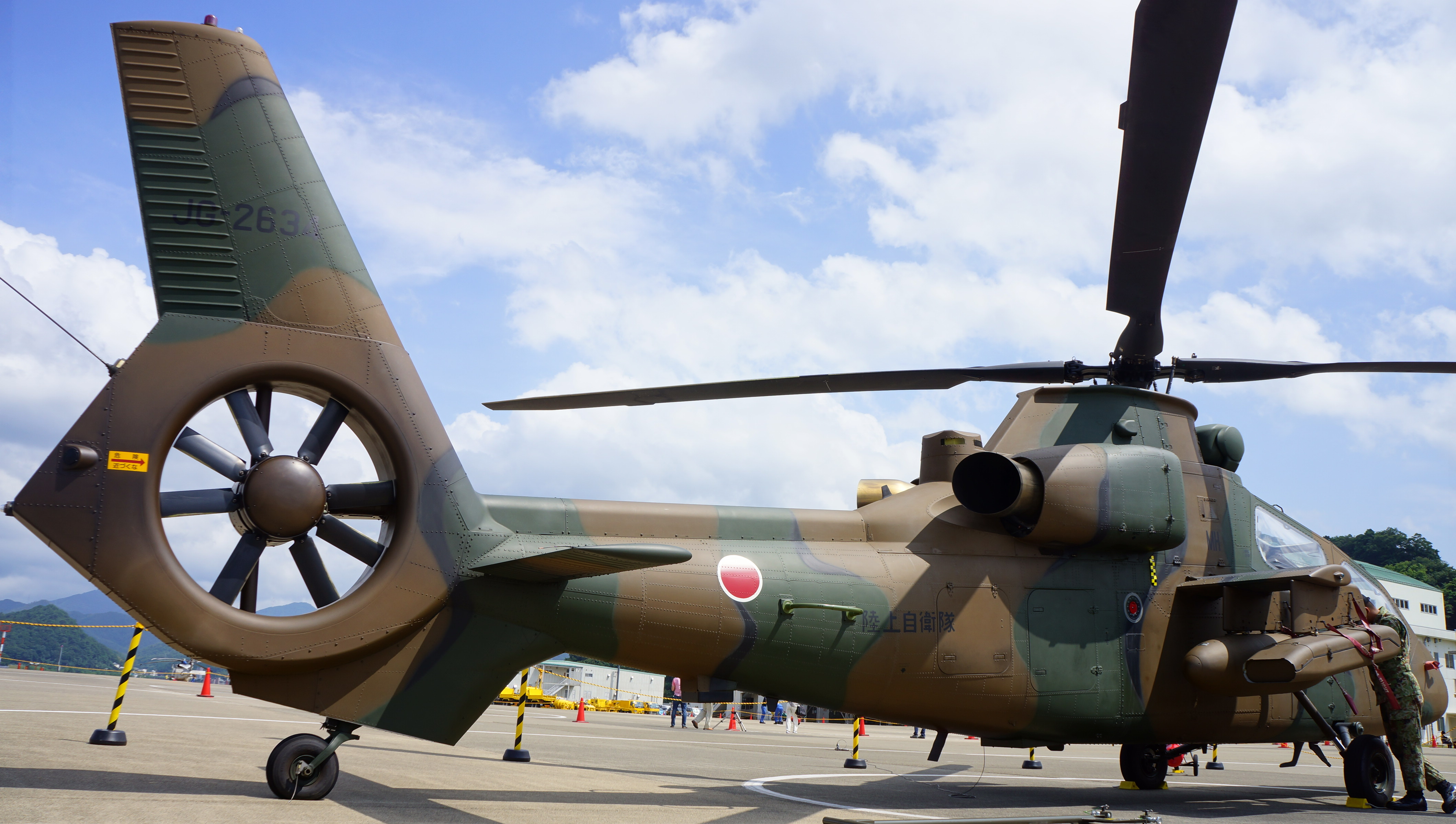
機体後部
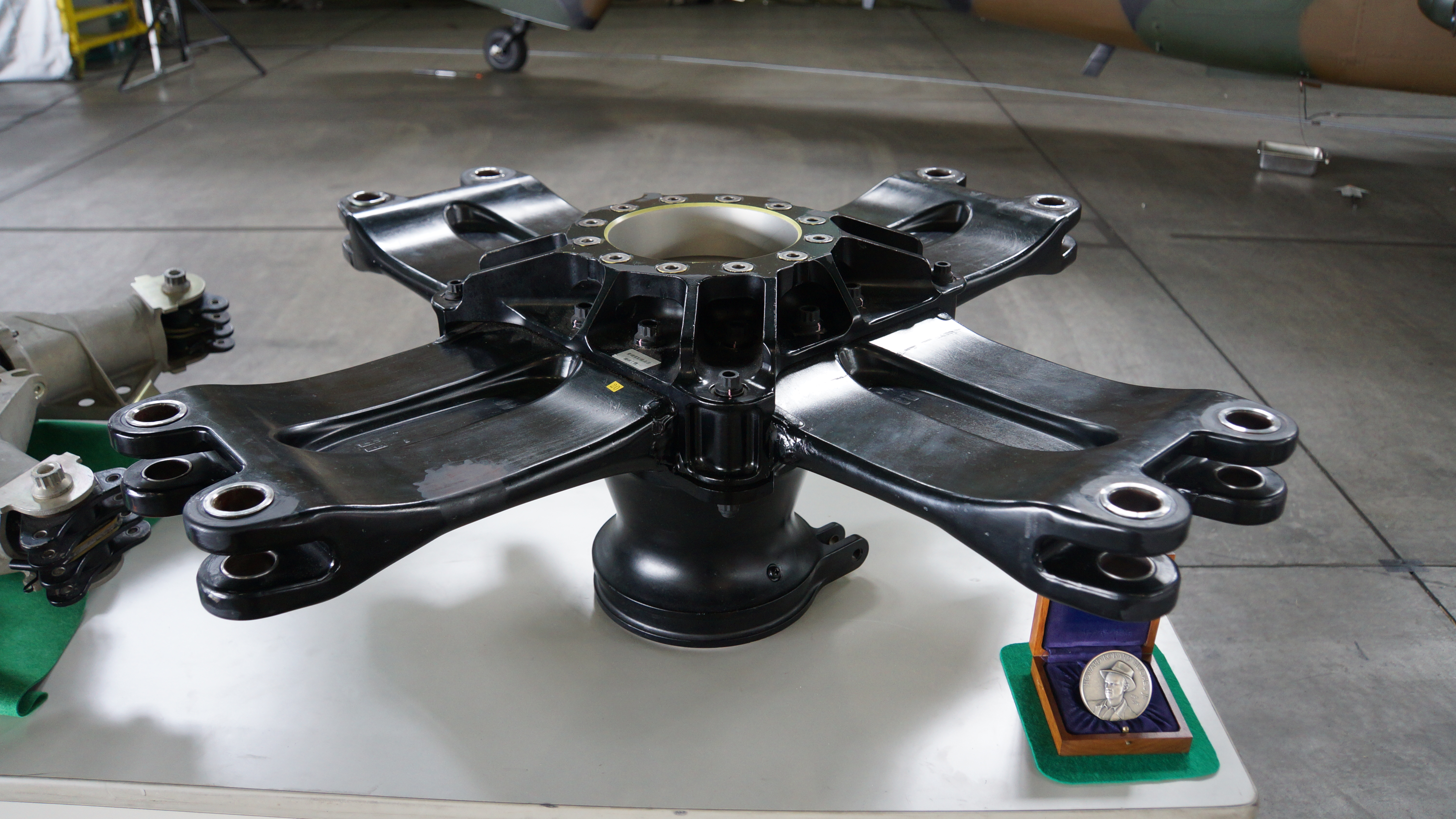
ローターハブ
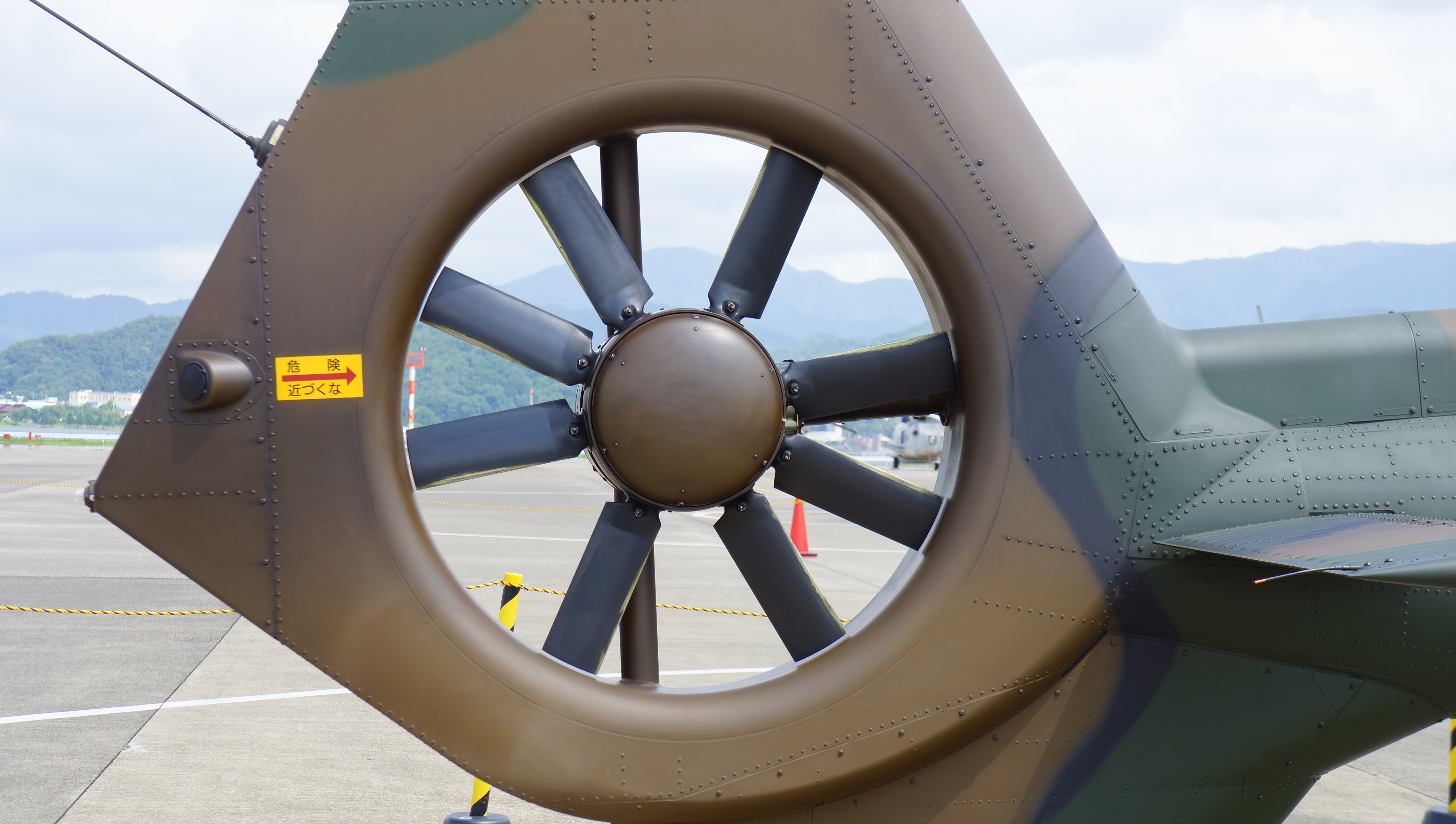
フェネストロン（ファンテイル）
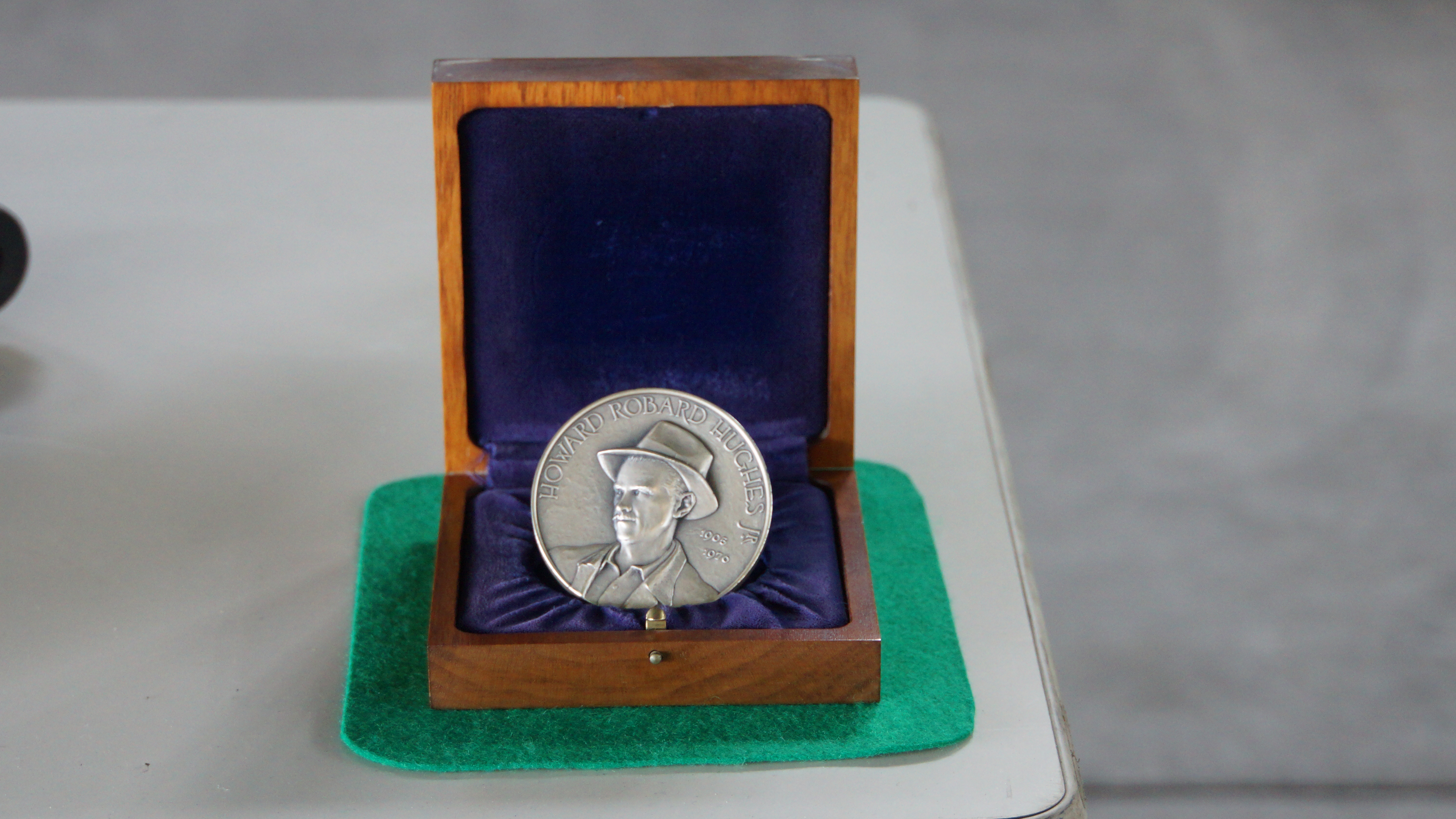
ハワード・ヒューズ賞のメダル（明野駐屯地）

### アビオニクス

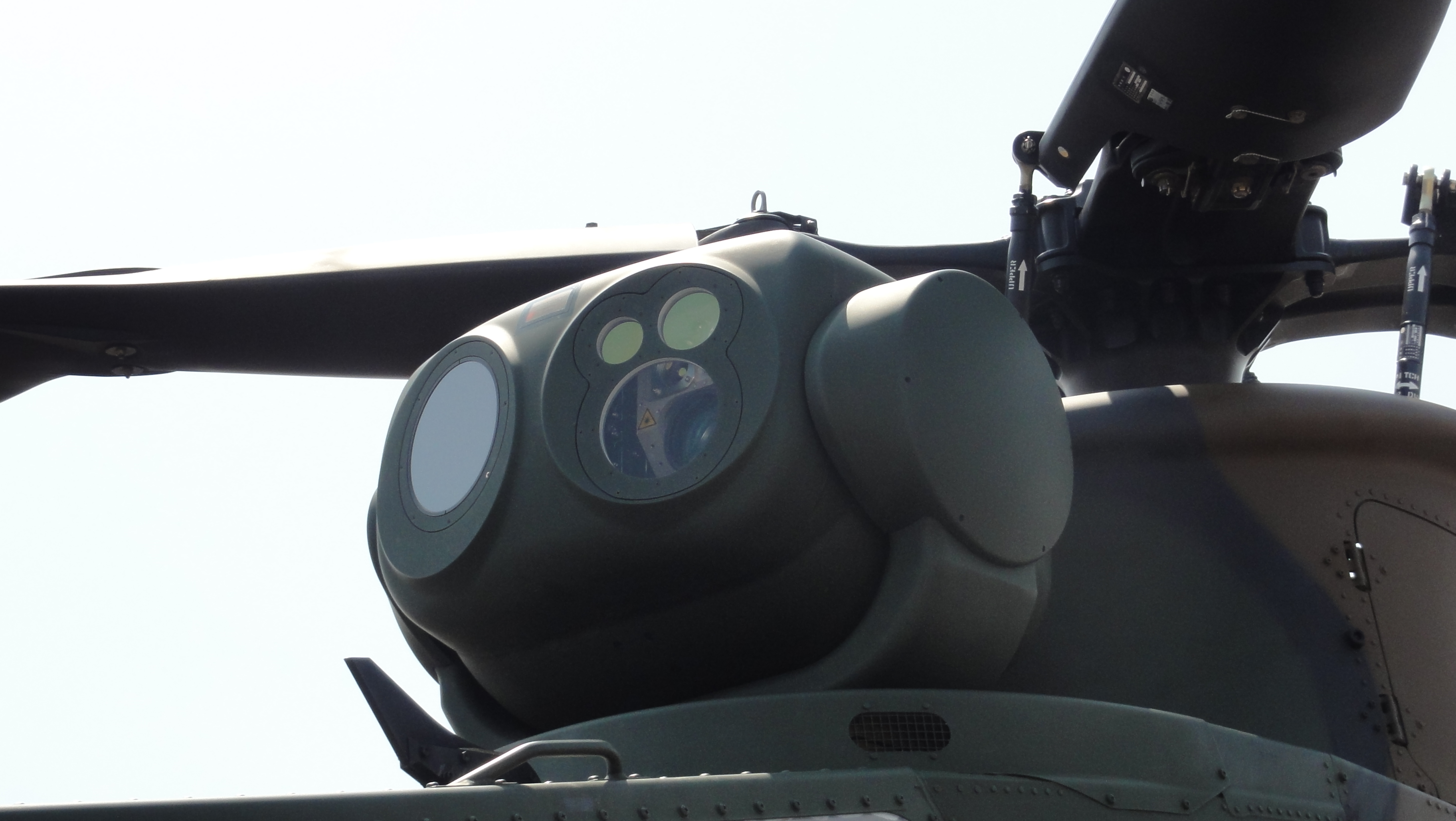
索敵サイト

観測機として最重要能力である偵察機構は、後部座席上部に設置された索敵サイトである。AH-1SやAH-64Dが機体先端に設置されているのに対し、OH-1はコックピット上部にあるため、敵から見えない木陰などに身を隠して偵察できる。
サイトは赤外線センサ、可視光線カラーテレビ、レーザー距離測定装置が一体化したもので、敵上陸地点を昼夜問わずに監視できる。偵察で得られた情報は、リアルタイムで情報を送ることはできず、基地に帰投してからVHSに変換され初めて情報を精査することができる。現状では、リアルタイムに情報を伝達する手段としては無線による音声通話のみである。
コックピットは2基のカラー液晶多機能ディスプレイとヘッドアップディスプレイで構成される。また、コックピットには任務適合性の高いアビオニクス統合システムを採用した。

### エンジン

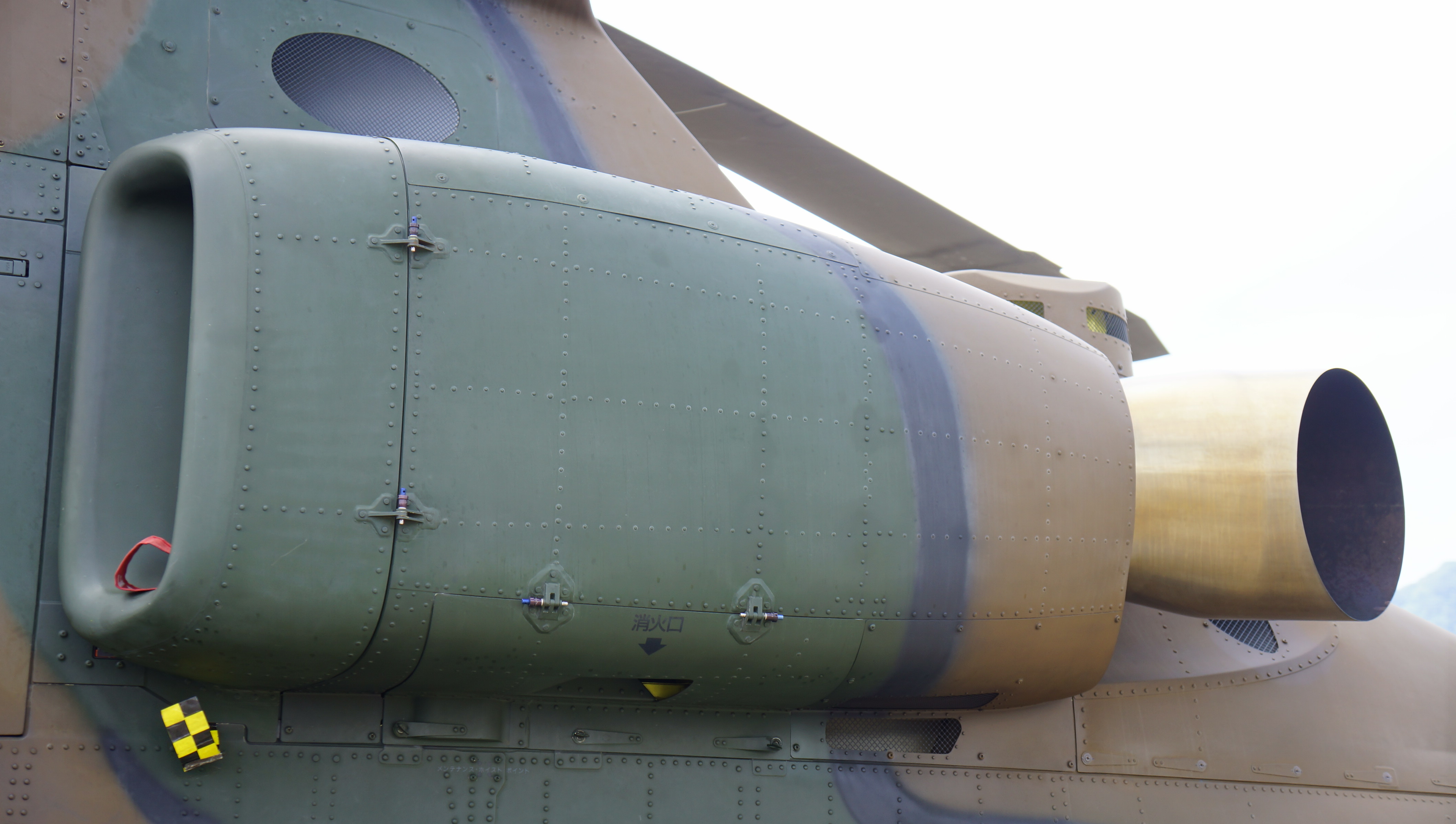
左エンジン

エンジンは三菱重工業が開発・製造したTS1-M-10ターボシャフトエンジンを2基搭載している。1段圧縮機と1段出力タービンで構成され、出力は各884軸馬力（shp）である。三菱と技本により、定期修理（オーバーホール）間隔を延長するフォローアップ研究が行われ、耐久性、燃料消費率が向上し、出力も990軸馬力（shp）になったTS1-M-10Aが開発されている。

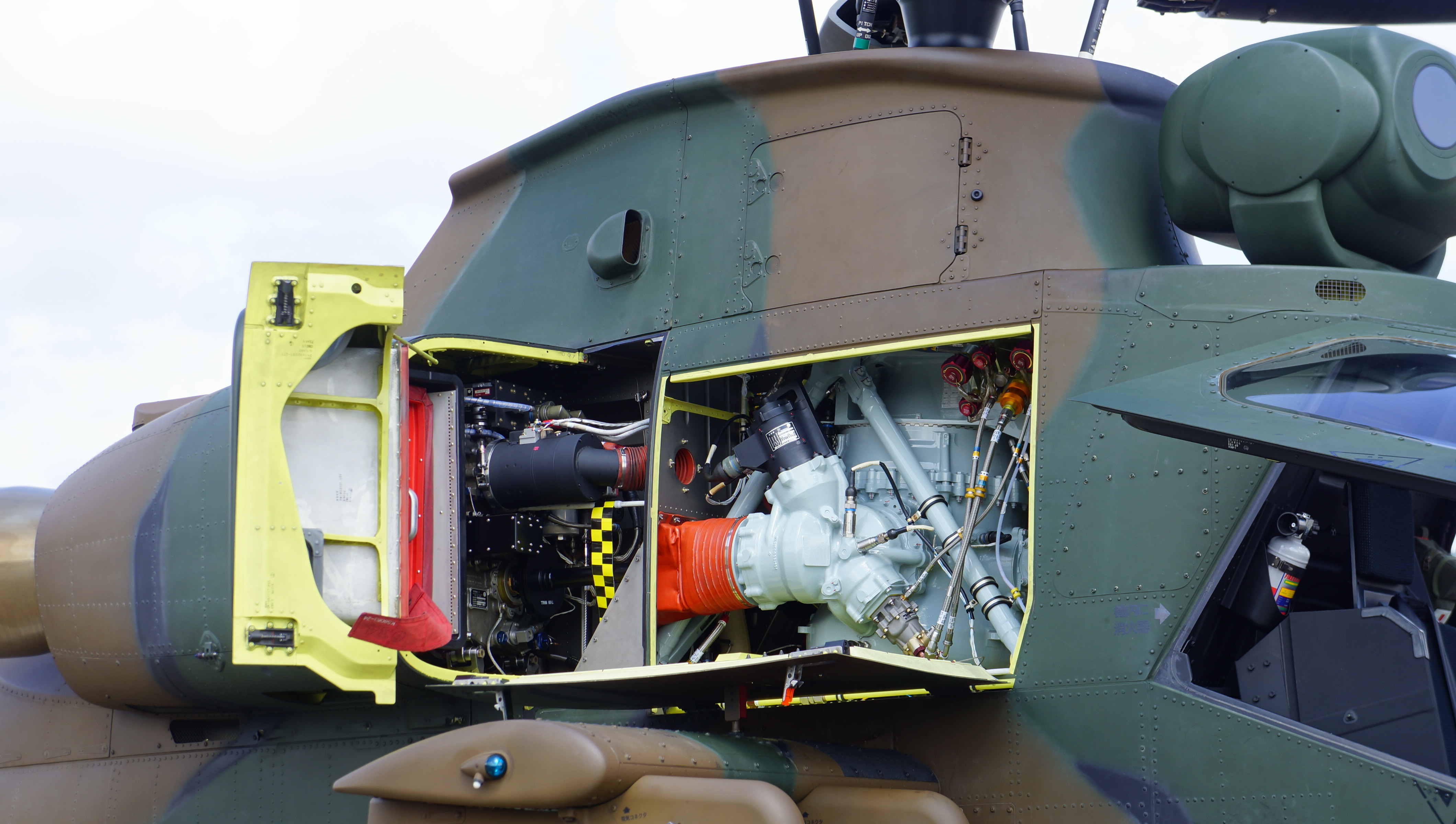
トランスミッション

### 武装

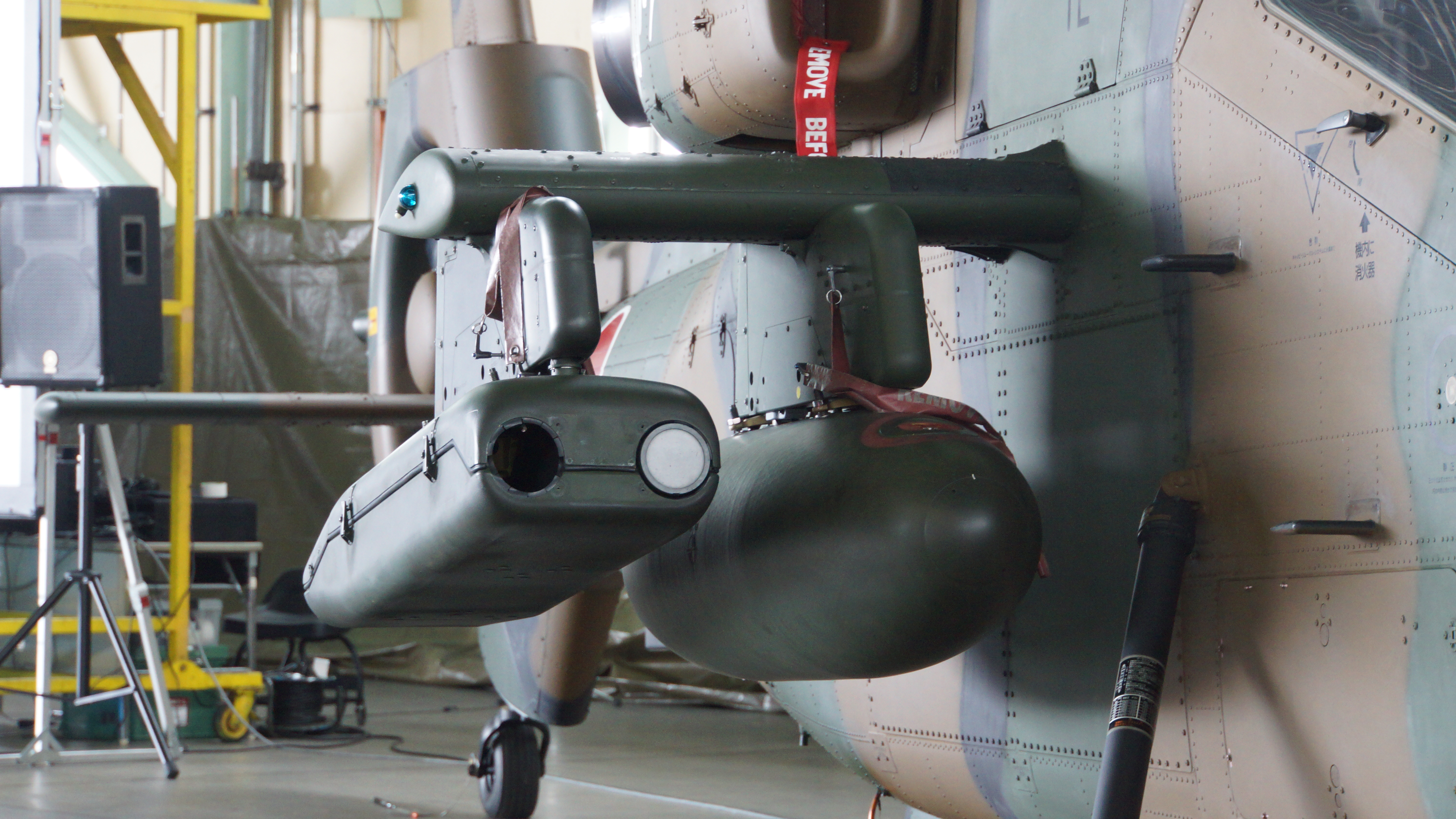
91式対空誘導弾と増槽を装備したハードポイント

偵察が主目的であるため軽量化を優先し機関砲等の固定武装は搭載されなかったが、胴体両側のスタブ・ウィングにハードポイントがあり、自衛用（空対空）として91式携帯地対空誘導弾発射機を2基納めたケースを左右2基装備することが可能である。
スタブ・ウィング下には増槽の搭載も可能で通常は2基（左右1基）を装備しているため、91式対空誘導弾は最大で4発しか搭載できない。

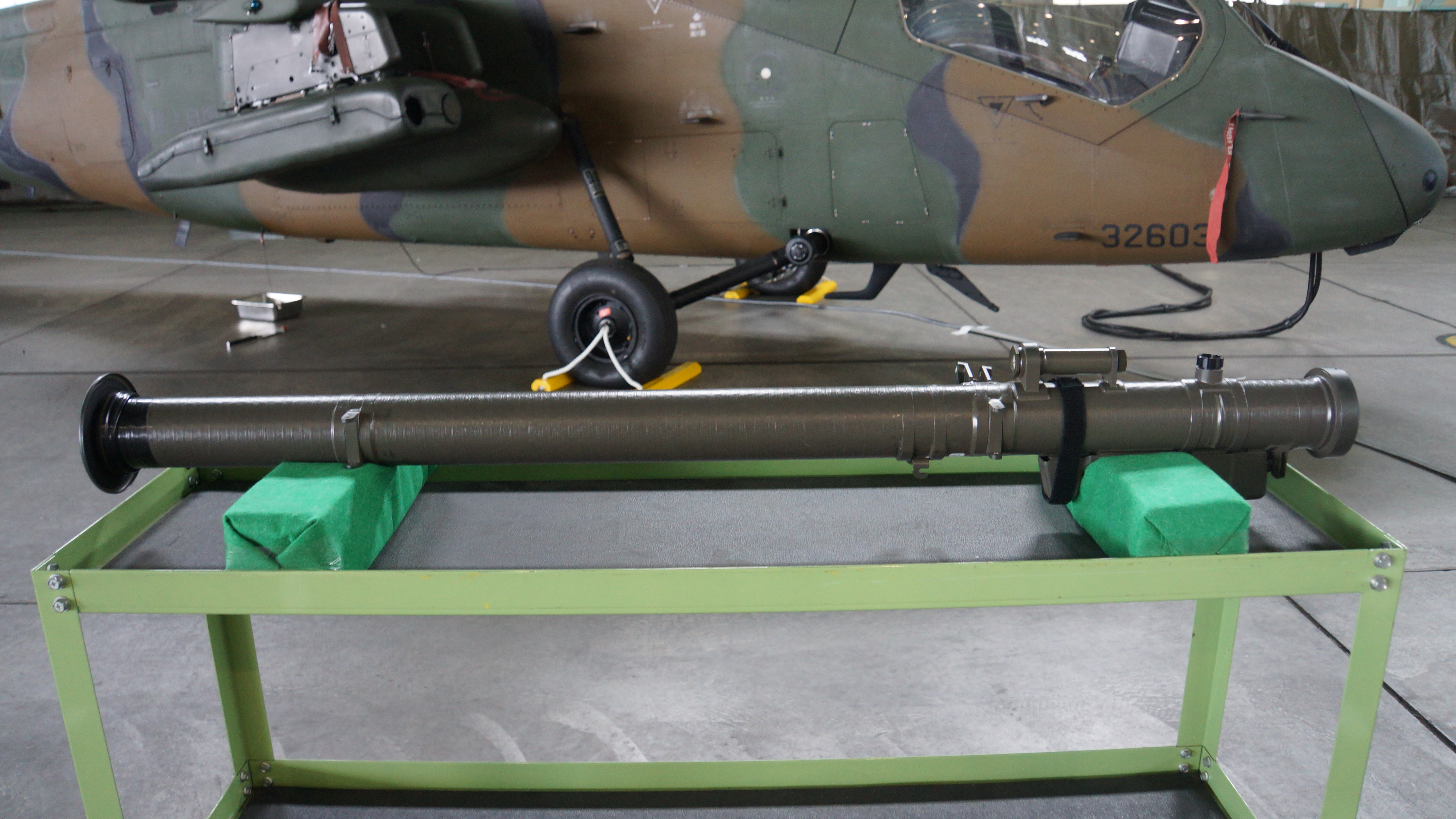
ケースから外された91式対空誘導弾の発射機

## 能力向上改修

### ライフサイクルコスト低減のための改修
OH-1のライフサイクルコスト低減のため、2001年（平成13年）-2007年（平成19年）の間、「観測ヘリコプター（OH-1）のフォローアップ」との事業名で、耐エロージョン向上ブレードと運用コスト低減化エンジンについての研究が行われた。耐エロージョン性向上ブレードについては、平成19年度以降に納入されたOH-1に適用済。また、2008年（平成20年）以降に補用分として調達を予定。
運用コスト低減化エンジン（TS1-M-10A）については、平成21年度以降の新造エンジン契約及び平成22年度以降のオーバーホール契約時に改修したエンジンを逐次OH-1に搭載することが予定されている。

### 戦術能力向上
2005年（平成17年）には、翌年導入のAH-64Dと連携をとることを目的とした「観測ヘリコプター用戦術支援システム」搭載のOH-1試作機（試験用32601号機を改修）が登場した（仮称"OH-1改"）。このシステムは、AH-64Dが持つ僚機とのデータリンク能力を活用するもので、機上でのC4I（指揮・統制・通信・コンピュータ・情報）能力の向上を図り、地上指揮所やAH-64Dとの情報共有と、陸上戦闘の戦術支援判断を可能となる。当システム搭載のOH-1のスタブウイングにはデータリンクポッドが装備される。
システムは2002年（平成14年）より防衛庁（現防衛省）技術研究本部が開発しており、このOH-1改は、機上での情報分析・作戦計画の作成・状況の把握などができ、また、ヘルメットバイザーには各種情報を統合表示することで、偵察ポイント・飛行経路・敵味方の識別などが可能、山がちな日本の地形を考慮し、電波障害を受けないデータリンク能力も持ち合わせている。これにより、OH-6とAH-1Sの組み合わせでは実現できなかった、非常に高度な作戦が可能となる事が見込まれていたが、2022年1月現在、量産機への適応はなされていない。

## 計画中止となった派生機

### 汎用ヘリ型
平成22年（2010年）度に防衛省は、平成23年度（2011年）-平成29年度（2017年）までに、OH-1かUH-1Jをベースに、UH-1Jと同等以下の調達価格で、長距離洋上飛行での安全性、速度、航続性能を大幅に高め、高温・高標高領域での超低空飛行が可能な「新多用途ヘリコプター」を国産開発する事を決定した。
平成24年（2012年）3月に防衛省は、OH-1をベースに「新多用途ヘリコプター」を開発することを正式に決定し川崎重工業に発注した。平成27年度までに試作を終え、平成29年度までに試験を完了、平成27年度から量産を開始し、平成29年度の試作機テスト完了と同時に量産機の部隊配備を始め、開発費用は7年間で280億円、140機生産の場合1機約10億円を見込んでいた。
しかし、2012年9月、防衛省と関連企業は次期多用途ヘリコプターの開発・納入計画を巡る談合が行われていた疑いが強まったとして、東京地方検察庁特別捜査部の家宅捜索を受けたことが判明した。その後防衛省は同談合疑惑に関与した佐官級幹部に対する告発状を同地検特捜部に提出した。
特捜部はその後の調べで容疑に関与した幹部自衛官が川崎重工に対し競争相手（富士重工業・現SUBARU）の内部資料を漏洩させるなどの事実をつきとめ、容疑者も任意の事情聴取に対しこれらの事実を認めたことから、官製談合防止法違反罪で刑事処分するとしていた。最終的に2名は略式起訴に留まったが、2013年1月11日に、UH-X開発計画の白紙化と川崎重工との契約解除が決定された。
防衛省は2013年7月30日、同談合に関与した職員に対する懲戒処分を行うとともに、翌日には川崎重工に対する2ヶ月間の指名停止措置を行うことを発表した。
2014年4月29日、防衛省はUH-Xを民間機の転用案に変更、事実上の計画中止となった。最終的に新多用途ヘリコプターについては、2015年7月にベル412EPIを基にした富士重工業とベル・ヘリコプターの共同開発機（SUBARU ベル412EPX）が選定されている。
公開されていた予想図ではメインローターが5翅に変更され、キャビンが汎用ヘリ型となっていた。エンジンはTS1より発展したXTS2-10（約1,300shp）または外国製エンジン2種のいずれかを搭載する予定であった。XTS2-10は2006年（平成18年）よりTS1の出力を増強する「ヘリコプター用エンジンの研究」という名目で三菱を主契約企業として行われているもので、TS1の燃費を向上させるとともに、圧縮機と出力タービンを2段化することにより、1,300shpに増強できるとしている。

### 偵察戦闘型
AH-64Dの調達が13機で中断されたため、防衛省では新たに別機種の導入を含めて見直しする方向で検討を行っていた。防衛省ではUH-Xの開発がスケジュール通りに進んだ場合OH-1をベースとした偵察戦闘ヘリを開発する構想を技本を中心に検討していたが、官製談合の事件によりUH-X自体が白紙化、事実上の廃案となった。予定では2015年に開発に着手して翌年2016年に本格的な開発段階に移行、開発完了は2018年中頃を見込んでいた。

## 調達と配備

### 調達実績
| 予算計上年度         | 調達数 |
| -------------------- | ------ |
| 平成9年度（1997年）  | 3      |
| 平成10年度（1998年） | 2      |
| 平成11年度（1999年） | 3      |
| 平成12年度（2000年） | 4      |
| 平成13年度（2001年） | 2      |
| 平成14年度（2002年） | 2      |
| 平成15年度（2003年） | 2      |
| 平成16年度（2004年） | 2      |
| 平成17年度（2005年） | 2      |
| 平成18年度（2006年） | 2      |
| 平成19年度（2007年） | 2      |
| 平成20年度（2008年） | 2      |
| 平成21年度（2009年） | 2      |
| 平成22年度（2010年） | 4      |
| 合計                 | 34     |

### 配備部隊・機関
陸上自衛隊の2025年3月末時点の保有機数は36機（試作機も含む）。

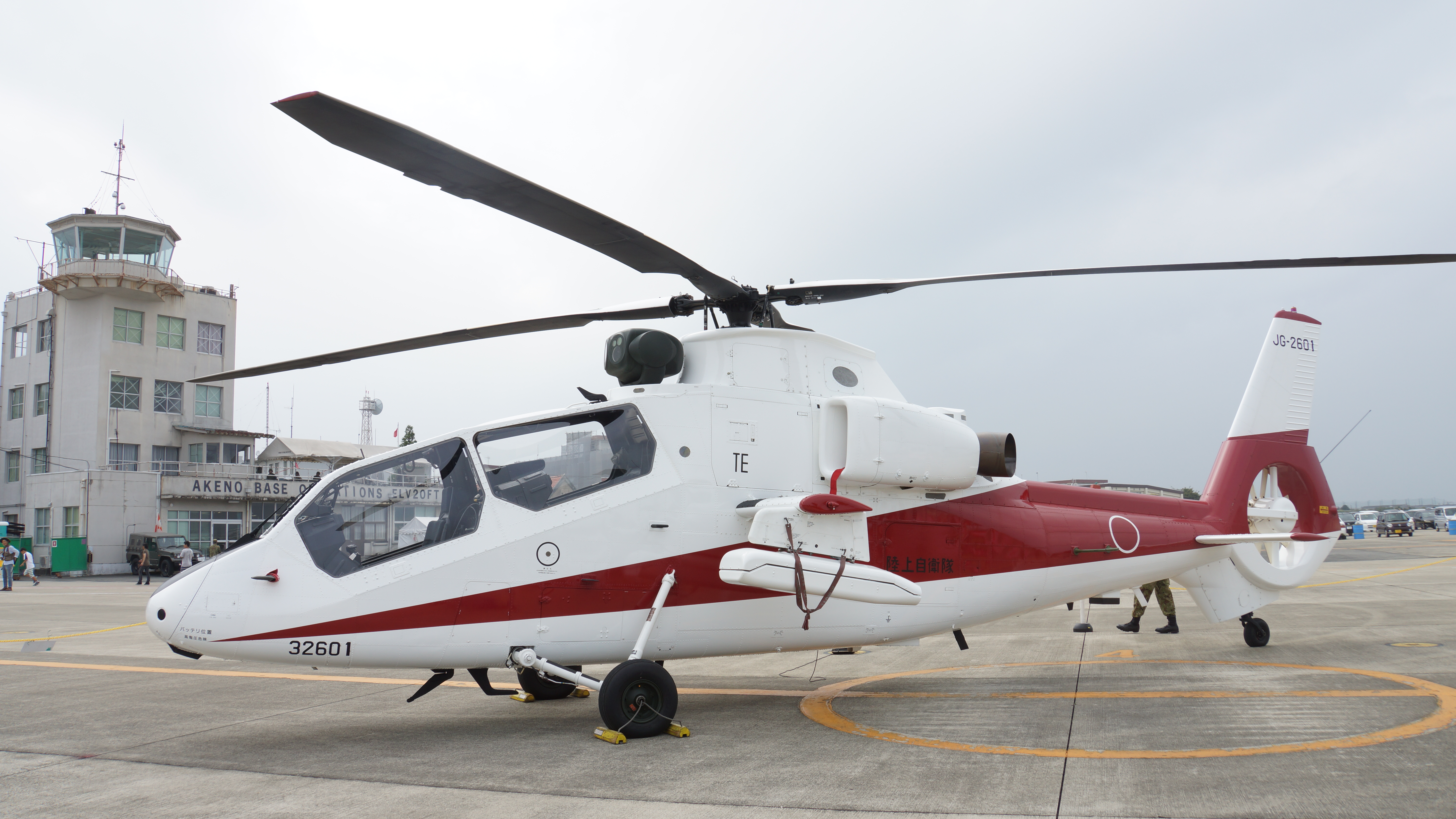
飛行実験隊のOH-1

陸上自衛隊航空学校
- 霞ヶ浦校
- 明野本校
- 飛行教導隊

開発実験団
- 飛行実験隊

北部方面隊
- 北部方面航空隊
  - 第1対戦車ヘリコプター隊
  - 北部方面ヘリコプター隊

東北方面隊
- 東北方面航空隊
  - 第2対戦車ヘリコプター隊
  - 東北方面ヘリコプター隊

東部方面隊
- 東部方面航空隊
  - 第4対戦車ヘリコプター隊
  - 東部方面ヘリコプター隊

中部方面隊
- 中部方面航空隊
  - 第5対戦車ヘリコプター隊
  - 中部方面ヘリコプター隊

西部方面隊
- 西部方面航空隊
  - 第1戦闘ヘリコプター隊
  - 西部方面ヘリコプター隊

### 事故
2015年2月17日、和歌山県白浜沖で訓練中の1機が緊急操作訓練のため、エンジン1基をアイドルにしたところ、もう1基のエンジンが破損して海上に不時着し、水没する事故が起きた。機体は水没したものの、乗員2名は海岸まで泳ぎ着き、無事であった。このOH-1は八尾駐屯地所属の機体で、同日は南紀白浜空港で離着陸の訓練を行い、その最中にエンジントラブルが発生した。この事故を受けOH-1には飛行停止措置が取られた。水没した機体は2月21日に引き上げが実施された。
2015年6月26日、防衛省は事故原因が判明したため対策が完了次第飛行を再開すると発表した。事故原因は、新品のブレードとディスク同士が高温・高圧で接触することでまれに発生する固着によって、接触部に予期せぬ負荷かかり高圧タービン・ブレードが疲労破損したこと、乗員がアイドル状態のエンジン出力を回復できなかったの2点であった。防衛省では、対策として、エンジンの分解検査と、シミュレーター等を使用しての緊急事態対応能力を向上させるとしている。
2015年8月にエンジンに不具合が見つかり、全機について飛行停止措置が取られた。一部の機体を改修して飛行試験を行っているが、全機の改修や飛行再開は今後の検討課題である。なお、2019年3月1日に飛行停止措置は解除され、改修費用等も予算に計上され2022年4月時点で10機程度が飛行を行えるようになった。
エンジンの改修内容としては、高圧タービン・ブレードに過大な応力が発生しないよう、当該ブレードを切削し形状を変更することでブレード間の間隔を作るとともに、高圧タービン・ノズルを一枚減らす事により振動・応力対策としている。

## 性能・主要諸元
- 乗員 - 2名
- 全長 - 13.4m
- 全高 - 3.8m
- 全幅 - 11.6m
- 胴体幅 - 1m
- スタブウイング幅 - 2.3m
- 自重 - 2,500kg
- 全備重量 - 3,550kg、4,000kg(最大)
- ペイロード - 132kg
- 発動機 - 三菱 TS1-M-10 ターボシャフト ×2
- 出力 - 800shp、884shp(緊急時最大出力)×2
- 巡航速度 - 220km/h=M0.18
- 最高速度 - 270km/h=M0.22
- 超過禁止速度 - 290km/h=M0.24
- 実用上昇限度 - 4,880m
- 航続距離 - 550km(機内)、720km(増槽搭載時)
- 戦闘行動半径 - 200km
- 機体内燃料積載量 - 1,000L(機内)
- 武装 - 91式携帯地対空誘導弾×4

## 登場作品

### 映画
『ゴジラシリーズ』
『シン・ゴジラ』
木更津駐屯地所属機が登場。第3形態のゴジラを攻撃するため、同じく木更津駐屯地所属のAH-1S対戦車ヘリコプターとともに品川区上空へ出撃するが、逃げ遅れた住民を攻撃開始の直前に発見する。その後、第4形態に達したゴジラの東京都内侵入を防ぐために行われたB-2号計画「タバ作戦」に投入され、武蔵小杉上空より攻撃を行うAH-1SやAH-64D戦闘ヘリコプターなどの弾着観測と戦果確認を行う。
『ゴジラVSメガロ』
ガイガンの残骸を収めた仮設格納庫の周囲に配置されており、うち上空で警戒に当たっていた1機が、格納庫の地下から出現したメガロに撃墜される。

『最終兵器彼女』
日本を攻撃する敵側各国との戦争に参加している。
『戦国自衛隊1549』
日本映画初登場。極秘実験中の事故で戦国時代へタイムスリップした第三特別実験中隊を救出するため現代から1549年に送り込まれたロメオ隊に、コールサインを「オメガ1」とする機体が配備されている。作中では、戦国時代に到着してすぐに周辺状況の確認のために飛び立ち、加えて天母山の偵察飛行を行うが、その最中に天導衆からの対空ミサイル攻撃を受けて撃墜される。

### アニメ・漫画
『BLUE SEED』
第23話に登場。植物に覆われた東京上空で避難命令のアナウンスを行う。
『ガールズ&パンツァー 劇場版』
霞ヶ浦駐屯地所属機が登場。蝶野亜美1等陸尉が熊本の西住家に赴く際に搭乗する。
『学園黙示録 HIGHSCHOOL OF THE DEAD』
漫画・アニメ版に登場。漫画版では、ショッピングセンター屋上に立て籠もる生存者たちの救出活動にあたる。また30mm機関砲と96M誘導弾を装備した架空の派生型も登場している。アニメ版では、第1話にて主人公たちが通う高校の上空を通過していく。
『正解するカド』
アニメ版にて、物体「カド」を観測する自衛隊機として度々登場。
『なるたる』
漫画・アニメ版にコールサイン「バーバーバー」とする機体が登場。陸上自衛隊が、AH-1Sの架空の発展型である「コブラプラス」とともに、「竜の子」の捕獲作戦に投入する。この機体は、メインローター・マスト頂部にロングボウ・レーダーに似た円盤形レドームを搭載している。アニメでは91式携帯空対空誘導弾で攻撃する。
『べるぜバブ』
第234話に登場。異常事態に陥った石矢魔高校周辺を偵察飛行する。

### 小説
『Op.ローズダスト』
東部方面航空隊所属機が登場。テロリストグループ「ローズダスト」によって東京中に仕掛けられたT-pexを捜索するほか、攻撃を行うAH-1Sの指揮を執る。
『ゲート 自衛隊 彼の地にて、斯く戦えり』
小説・漫画・アニメ版に異世界「特地」へ派遣された自衛隊の装備として登場。異世界の地図を作成するため地形や村を上空から撮影するほか、索敵や弾着観測を行い、攻撃部隊を支援する。また、漫画版では2連装空対空誘導弾ランチャーではなくロケット弾ポッドを搭載した架空の派生型も登場する。
『ゼロの迎撃』
東部方面航空隊所属機が登場。東京に潜伏した北朝鮮特殊部隊を捜索する。
『続・戦国自衛隊』
戦国時代へタイムスリップした自衛隊の装備として登場。「関ヶ原の戦い」に投入され、弾着観測や敵陣偵察を行う。また、作中では両翼のスタブウィングにロケットランチャーを搭載可能という設定で、これを搭載したOH-1による、東軍本陣の徳川家康への空爆が計画される。
『日本国召喚』
国ごと異世界に転移した日本の陸上自衛隊所属機として登場。ロウリア王国軍のワイバーンと遭遇し、これを91式携帯空対空誘導弾で攻撃する。漫画版3巻でもAH-1Sとともに飛行する様子が描写されている。
『緋弾のアリア』
星伽家の所有機として登場。ジャックされた東海道新幹線「のぞみ246号」の車上にレキを送り届けるため出動する。
『ピノキオ急襲』
佐渡島でAH-64Dとともに哨戒飛行を行う。
『ルーントルーパーズ 自衛隊漂流戦記』
異世界へ飛ばされた自衛隊の装備として登場。所属は陸自だが、架空のいずも型護衛艦「やしま」に搭載・運用されており、フィルボルグ継承帝国の竜騎士たちと空中戦を繰り広げるAH-64Dを、地形や敵の位置などの情報収集のための偵察や敵へのヘルファイア誘導レーザーの照射などで後方から支援する。

### ゲーム
『Wargame Red Dragon』
自衛隊デッキに「OH-1 NINJA」の名称で登場する。
『凱歌の号砲 エアランドフォース』
並行世界の戦後日本（米ソ冷戦で分断→再統一→6つの軍閥による内乱状態）において、関東地域を実効支配し外国勢力とは無縁である自由解放軍（現実世界の自衛隊がモデル）の機体として登場。プレイヤーも購入して使用できる。
『大戦略』シリーズ
日本の基本装備として組み込まれている。
『ベヨネッタ3』
チャプター1に登場。不明生物（ホムンクルス）の襲撃を受けた渋谷の上空に展開している。